# Alberto Stylee
Carlos Alberto Pizarro (nacido el 18 de marzo de 1975), conocido profesionalmente como Alberto Stylee, es un cantante y compositor puertorriqueño de reggaeton. Si bien su carrera comenzó con el hip hop y el reggae, es más famoso por sus éxitos musicales en el género del reggaeton, incluidos "Perros y Gatos", "Te Imagino" y, más recientemente, "Perdona".

## Carrera musical
Alberto Stylee inició su carrera en 1995 en el Cd de DJ Playero 39, participando en diversos concursos de baile e improvisación de hip hop. Según Alberto, durante los primeros cinco años de su carrera tuvo miedo de actuar en público. Nunca imaginó que las improvisaciones que realizaba serían descubiertas por la radio y la televisión.
Cuando Alberto Stylee saltó a la fama a finales de los 90, grabó para DJ Blass, Luny Tunes, DJ Barbosa y otros, abriendo las puertas a colaboraciones con J Álvarez ("Te Imagino"), Daddy Yankee ("Letra de Posición"), Ñejo & Dalmata ("Vamos Pa 'La Disco"), y Cheka (" Poca Ropa ") y su participación en varios álbumes recopilatorios incluyendo Playero 39 con DJ Playero .
En 1998, Alberto lanzó su primera producción en solitario titulada "Exclusivo", la cual fue nominada en la categoría de mejor "Álbum de Rap y Reggae del Año" en el "Premio Tu Música". Durante dos años consecutivos, Alberto Stylee fue seleccionado como Artista del Año en los premios Día Nacional del Rap y Reggae en 1998 y 1999. En 2000, lanzó "Love Reggae Jams", un disco que le sirvió de puente a su posterior carrera en el reguetón con un nuevo ritmo que integraba baladas románticas con música reggae y hip hop.

## Carrera en el reguetón
La fama de Alberto Stylee, sin embargo, se derivó de su entrada en el género del reguetón. En 2002, Alberto Stylee lanzó su tercer álbum titulado Los dueños de la disco, colaborando con artistas musicales como Nicky Jam, Daddy Yankee, Maicol & Manuel y Plan B. El uso de varios artistas y DJ en el álbum creó un sabor único que combinó una variedad de diferentes estilos y voces.
En 2003, Alberto Stylee dejó su Puerto Rico natal para expandir su carrera en los Estados Unidos, instalándose en Miami, Florida y firmando un contrato musical con Univibe Records. En 2004 lanzó su cuarto álbum y su segundo en el género reguetón, Rebuleando con estilo. El álbum sirvió para cimentar a Alberto Stylee como un destacado artista de reguetón y contó con colaboraciones con otras estrellas del reguetón puertorriqueñas como Nicky Jam y Zion & Lennox.
A medida que avanzaba la carrera de Alberto Stylee, su enfoque se centró en las audiencias de América Latina. En 2007, el artista dejó Miami para vivir en Medellín, Colombia y unirse a la escena musical emergente en la ciudad que ha producido algunos de los mejores artistas de reguetón del mundo, incluidos J Balvin, Reykon, Maluma y otros. Alberto citó la cultura de Medellín y las reconocidas mujeres hermosas como sus razones para mudarse a la ciudad.

## Historia legal
El 2 de junio de 2012 Alberto Stylee fue detenido por las autoridades colombianas en Medellín, Colombia y posteriormente acusado de intento de homicidio y posesión ilegal de arma de fuego en relación con un tiroteo ocurrido el 26 de febrero de 2012 en un cortijo de Copacabana, Antioquia. Según testigos, la víctima, Edwin Alfredo Henao Moná, recibió varios disparos durante una fiesta en la que participaron varios artistas de reguetón y celebridades locales.
Según la víctima, Alberto Stylee se enfureció después de que el Sr. Henao hablara con una mujer que asistía a la fiesta. Cuando Alberto se acercó y apuntó con su arma, el Sr. Henao supuestamente suplicó por su vida diciendo: "Por favor, no me disparen. Tengo un hijo".
Alberto Stylee, quien asistía a la fiesta para cantar, ha sido consistente en su negación de las acusaciones, alegando que nunca hubo pruebas balísticas y que la vestimenta que vestía el día de la fiesta no coincidía con la vestimenta descrita por la víctima.
El señor Henao falleció dos años después, el 27 de mayo de 2014, por complicaciones derivadas de sus lesiones.
El 30 de octubre de 2012, Alberto Stylee fue liberado de la prisión de Bellavista en Colombia por el tribunal de circuito de Bello, Antioquia, citando pruebas insuficientes y contradictorias en el caso. Alberto Stylee luego lanzaría una canción titulada Bella Bella, que toca sus experiencias mientras estuvo encarcelado en la prisión de Bellavista. La reproducción en video de ese sencillo tenía más de 14 millones de visitas en YouTube a junio de 2025.
El 17 de febrero de 2016, el Tribunal Superior de Medellín revocó la absolución previa del Juzgado de Circuito de Bello, Antioquia y emitió una orden de arresto inmediato de Alberto Stylee, ordenándole cumplir 12 años más de prisión por los cargos de intento de homicidio e ilegalidad en posesión de armas. Sin embargo, antes de su captura, el cantante huyó a Estados Unidos donde sigue manteniendo su inocencia.

## Resurgencia
Desde que salió de la cárcel, la carrera de Alberto Stylee ha resurgido. Bajo la dirección del gerente y amigo Christian Hernández, Alberto Stylee lanzó tres nuevos sencillos en 2014, incluidos Me Enamoré, y Manifiestate y Llamada Perdida.
El 9 de julio de 2014, Alberto Stylee firmó un contrato de varios años con Míguelo Romano, una marca de ropa de diseñador para hombres con sede en Brooklyn, Nueva York que produce una línea de ropa blindada de alta costura. Este contrato de patrocinio incluyó presentaciones en el Luxury Nightclub de Medellín durante el desfile de modas anual de Míguelo Romano junto a la sensación del hip hop Radio MC. Alberto Stylee realizó el concierto con una sudadera urbana a prueba de balas.

## Discografía

### Álbumes de estudio
- Exclusivo (1998)
- Los Dueños de la Disco (2002)
- Rebuleando con Estilo (2004)

### Álbumes colaborativos
- Inmortal (2020) (con DJ Nelson)

### Álbumes recopilatorios
- Reggae Love Jams (2000)
- El Que Los Puso a Entonar (2012)